# Mulmets viser
Mulmets viser (Mørkets sange) er det danske folk metal-band Svartsots andet studiealbum, der blev udgivet i april 2010. 

## Spor
1. Æthelred
2. Lokkevisen
3. Havfruens Kvad
4. Højen på glødende Pæle
5. På Odden af hans hedenske Sværd
6. Laster og Tarv
7. Den svarte Sot
8. Kromandens Datter
9. Grendel
10. Jagten
11. Lindisfarne
12. I Salens varme Glød

Limited edition tracks
- 13. "Visen om Tærskeren"
- 14. "Den døde Mand"